# Црква Пресвете Тројице у Какмужу
Црква Пресвете Тројице у Какмужу, насељеном месту на територији општине Петрово, припада Епархији зворничко–тузланској Српске православне цркве.

## Историјат
Какмушка парохија је основана 1985. године издвајањем из састава парохије манастира Озрена.
Црква Пресвете Тројице у Какмужу је димензија 20×16 метара. Градња је почела 1988. године према пројекту архитекте Пеђе Ристића из Београда. Темеље, куполске крстове и звоно храма је освештао епископ зворничко-тузлански Василије Качавенда 1989. године. Градња је завршена 2000. године, а освештана је 29. јула 2001. Иконостас од јеловог дрвета је израдио Перо Николић из Крушковог Поља, а иконе је осликао Јован Гујић из Модриче.